# WHSmith

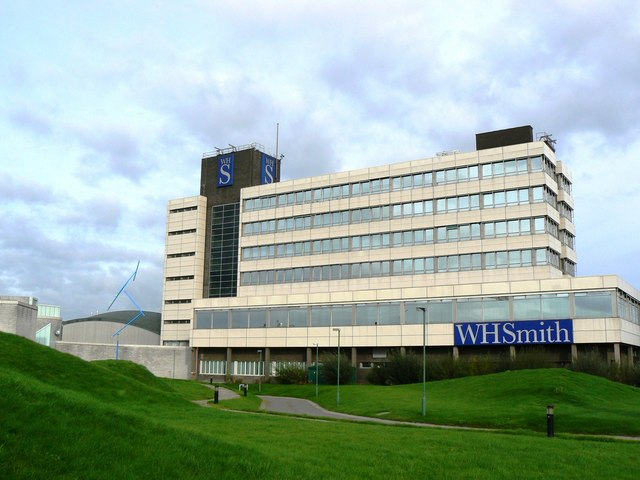
WhSmith Hauptquartier in Swindon

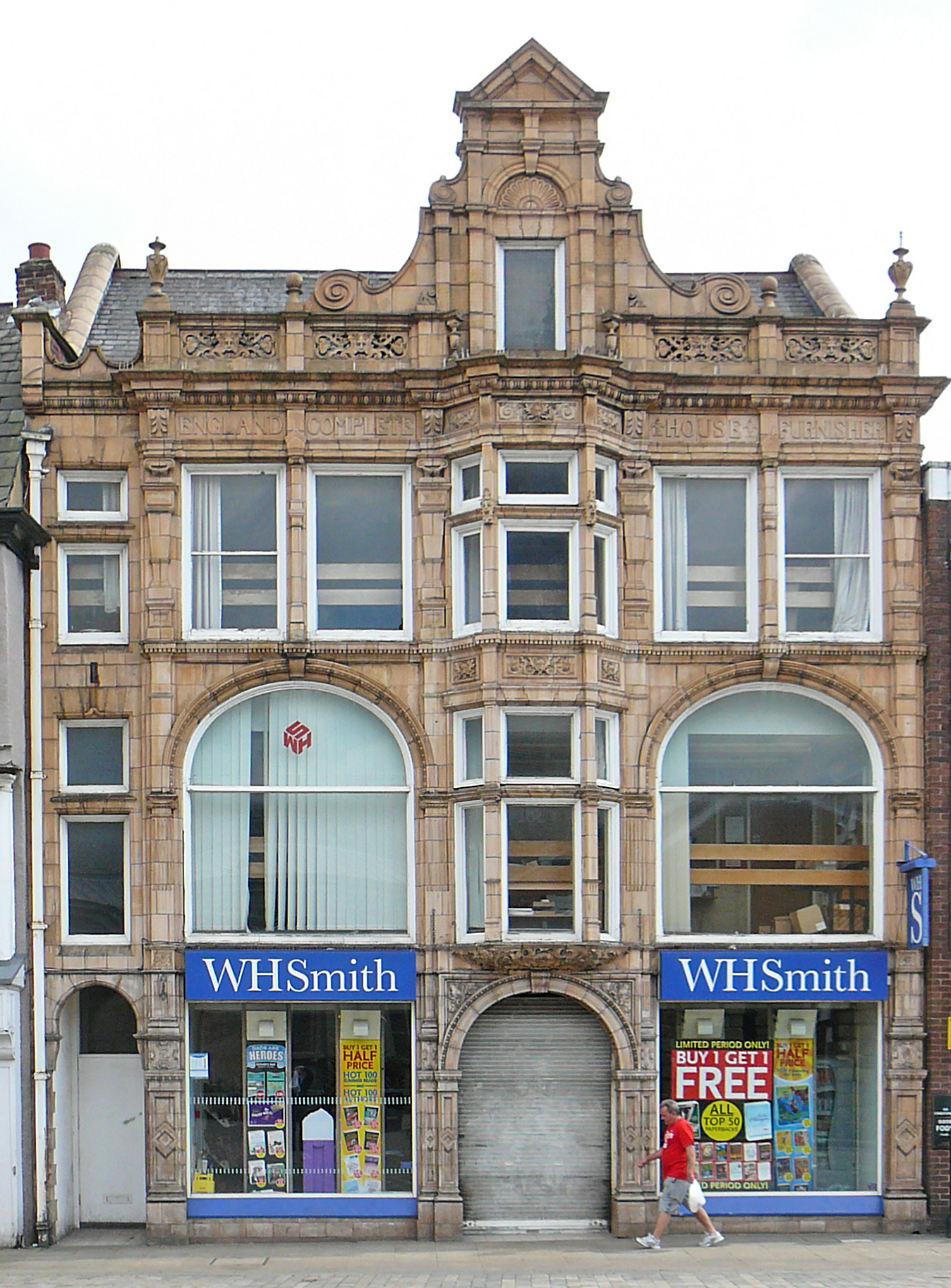
WH Smith, Pontefract, West Yorkshire.

WHSmith ist eines der führenden Buchhandelsunternehmen Großbritanniens mit Sitz in Swindon, England. WHSmith betreibt weltweit über 800 Filialen an Flughäfen, Bahnhöfen, Autobahnraststätten und in Krankenhäusern sowie über 600 Ladengeschäfte in britischen Innenstädten. Neben Büchern, Tageszeitungen und Magazinen bietet WHSmith in seinen Niederlassungen Schreib- und Spielwaren an.
WHSmith ist an der Londoner Börse notiert und Bestandteil des FTSE 250 Index.

## Geschichte
Das Unternehmen wurde 1792 als Zeitungsgeschäft von Henry Walton Smith und seiner Frau Anna in London gegründet. 1828 übernahm ihr jüngster Sohn William Henry Smith das Geschäft, der es unter dem Namen WHSmith bekannt machte. Nutzen aus dem Ausbau des Eisenbahnnetzes ziehend, begann er ab 1848 gemeinsam mit seinem eigenen Sohn William Henry Smith II. mehrere Zeitungskioske an Bahnhöfen in Großbritannien zu eröffnen. Von 1860 bis 1961 betrieb WHSmith außerdem eine Leihbibliothek. Das Unternehmen blieb für über ein Jahrhundert im alleinigen Besitz der Familie Smith.
Mit der Umwandlung des Unternehmens in eine Aktiengesellschaft änderten sich im Jahr 1949 die Eigentumsverhältnisse, womit die Einflussnahme der Familie Smith auf die Unternehmensgeschicke sukzessive schwand. Das letzte Familienmitglied schied 1996 aus dem Verwaltungsrat von WHSmith aus.
1966 führte WHSmith erstmals eine neunstellige Standardbuchnummer, abgekürzt „SBN“, ein, auf die das heutige ISBN-System zurückgeht.

## Filialentwicklung und Standorte
Außerhalb des Vereinigten Königreichs ist WHSmith beispielsweise in Australien, Brasilien, China, Deutschland und Indien aktiv. Die etwa 280 internationalen Filialen in insgesamt 29 Ländern befinden sich vorwiegend an Flughäfen.